# História de José, o Carpinteiro

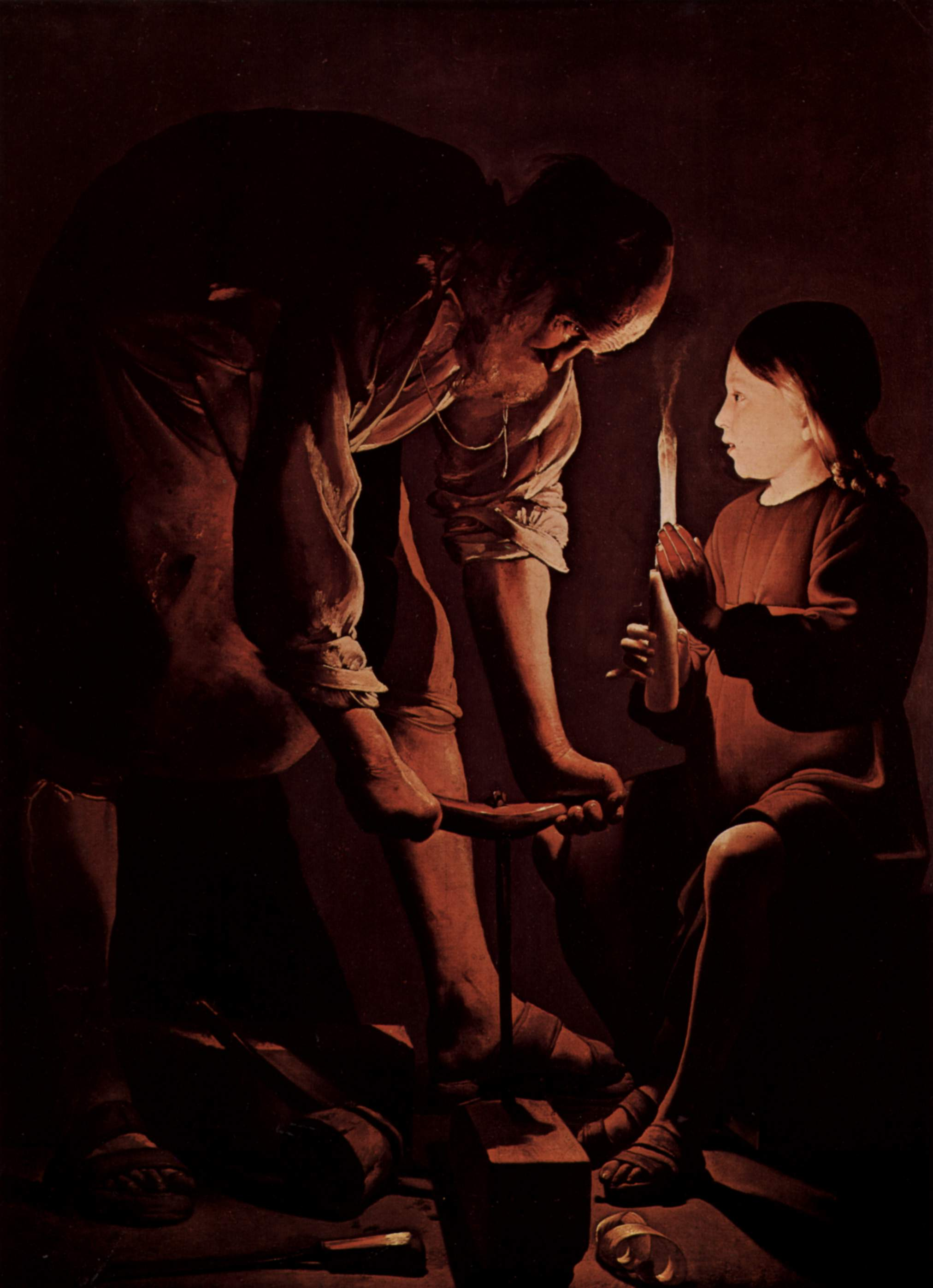
José mostra seu trabalho a Jesus.
Por Georges de La Tour, atualmente no Louvre.

A História de José, o Carpinteiro (século VI-VII) é um dos textos dos Apócrifos do Novo Testamento relacionado com a infância de Jesus.

## História
O texto está estruturado como uma explicação dele no Monte das Oliveiras sobre a vida de São José, seu pai. Concordando com o dogma da virgindade perpétua de Maria. José, tradicionalmente, é tido como solteiro e não teve filhos biológicos antes de se casar com a Virgem Maria, e nem é possível dizer a sua idade. No evangelho apócrifo em questão, ele é encarregado de cuidar de uma virgem, chamada Maria. Ela passa a viver em sua casa e o ajuda a cuidar de seus filhos menores, Tiago e Judas, até completar a idade de 14 anos e meio, quando ela poderá se casar.
O texto prossegue com uma paráfrase do Evangelho de Tiago, parando no ponto do nascimento de Jesus. O texto afirma que José foi milagrosamente abençoado com uma juventude mental e física, morrendo somente com a idade de 112 anos. Seus filhos mais velhos, Justo e Simão, se casaram e tiveram filhos, assim como suas filhas, que mudaram então para as casas dos maridos.
A morte de José toma um espaço considerável do texto. Ele primeiro faz uma extensa oração, incluindo em suas últimas palavras uma série de lamentações sobre os pecados da carne. Aproximadamente metade da obra é coberto por esta "cena", na qual o anjo da morte, assim como os arcanjos Miguel e Gabriel aparecem para ele. No final do texto, Jesus afirma que Maria permaneceu virgem por toda a vida ao chamá-la de "minha mãe, virgem imaculada".
Sobre o autor, o prelúdio informa que "E os santos apóstolos preservaram esta conversa, a escreveram e a preservaram na biblioteca de Jerusalém."

## O texto
Há indicações de que o texto foi escrito no Egito (província romana) no século IV ou V. Duas versões chegaram aos nossos dias: uma em copta e a outra em árabe, com a primeira sendo provavelmente a original. Muito do texto é baseado no Evangelho de Tiago.
O também apócrifo Primeiro Apocalipse de Tiago (encontrado na Biblioteca de Nag Hammadi, no códice V) afirma "Eu chamei você, meu irmão, embora você não seja fisicamente meu irmão.", o que adiciona ainda mais um registro da relação de Maria com os irmãos de Jesus, abrindo espaço para a explicação da virgindade perpétua.